# Einband-Weltmeisterschaft 1935

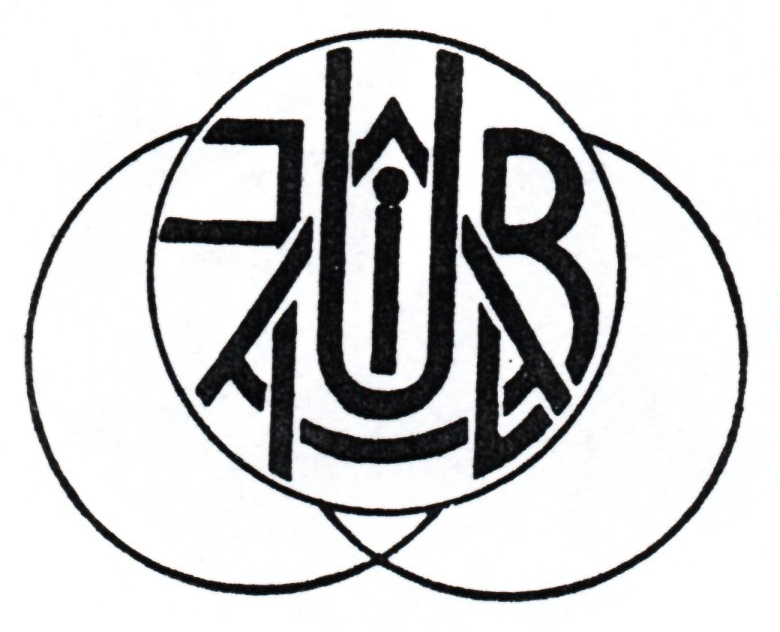
Logo UIFAB (ausrichtender Verband)

Veranstaltungsort: Nizza

Die Einband-Weltmeisterschaft 1935 war das dritte Turnier in dieser Disziplin des Karambolagebillards und fand vom 5. bis zum 8. Dezember 1935 in Nizza statt. Es war die dritte Einband-Weltmeisterschaft in Frankreich.

## Geschichte
Der bei den beiden letzten Weltmeisterschaften jeweils Beste im Generaldurchschnitt (GD), Jacques Davin, wurde in Nizza verdient neuer Einband-Weltmeister. Der Österreicher Ernst Reicher komplettierte seine Medaillensammlung mit der Silbermedaille. Jean Albert, als Titelverteidiger angetreten, wurde Dritter. Joaquín Domingo aus Spanien verbesserte den Serien-Weltrekord auf 52.

## Modus
Gespielt wurde in einer Finalrunde „Jeder gegen Jeden“ bis 150 Punkte.

## Abschlusstabelle
| MP    | Match Points (Sieger = 2; Unentschieden = 1; Verlierer = 0) |
| Pkte. | Erzielte Karambolagen                                       |
| Aufn. | Benötigte Versuche                                          |
| GD    | Generaldurchschnitt                                         |
| BED   | Bester Einzeldurchschnitt eines Spielers                    |
| HS    | Höchstserie                                                 |
|       | Bester GD des Turniers                                      |
|       | Bester ED des Turniers                                      |
|       | Beste HS des Turniers                                       |
|       | 1. Platz (Gold)                                             |
|       | 2. Platz (Silber)                                           |
|       | 3. Platz (Bronze)                                           |

| Platz                     | Name               | MP   | Pkte | Aufn. | GD   | BED  | HS |
| ------------------------- | ------------------ | ---- | ---- | ----- | ---- | ---- | -- |
| 1                         | Jacques Davin      | 12:2 | 1037 | 344   | 3,01 | 4,41 | 26 |
| 2                         | Ernst Reicher      | 9:5  | 1017 | 361   | 2,81 | 3,65 | 32 |
| 3                         | Jean Albert        | 8:6  | 982  | 354   | 2,77 | 3,94 | 24 |
| 4                         | Joaquín Domingo    | 8:6  | 982  | 415   | 2,36 | 3,57 | 52 |
| 5                         | Julio Bofill       | 8:6  | 890  | 440   | 2,02 | 2,58 | 16 |
| 6                         | Willy Pesch        | 7:7  | 951  | 393   | 2,41 | 2,88 | 22 |
| 7                         | Wilhelm Eipeldauer | 4:10 | 892  | 469   | 1,90 | 2,72 | 15 |
| 8                         | Max Tobias         | 0:14 | 812  | 390   | 2,08 | –    | 19 |
| Turnierdurchschnitt: 2,38 |                    |      |      |       |      |      |    |